# Fra Mauro (kráter)

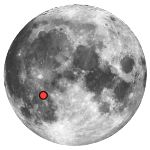
Poloha kráteru Fra Mauro na Měsíci

Fra Mauro je silně zerodovaný zbytek měsíčního kráteru se zatopeným dnem o průměru 95 km. Valy kráteru vystupují jen asi 700 metrů nad okolní terén. Nachází se severovýchodně od Mare Cognitum a jihovýchodně od Mare Insularum. Jižní okraj tvoří společné valy kráterů Bonpland a Parry. Kráter je pojmenován po italském geografovi Fra Maurovi.